# 鶴田町信号所
鶴田町信号所（つるたまちしんごうじょ）は、かつて岐阜県岐阜市にあった名古屋鉄道各務原線の信号所。
国鉄岐阜駅と日本専売公社岐阜工場とを結ぶ専用線が信号所で平面交差していた。

## 歴史
信号所の設置時期は不明だが、専用線（当時は日本毛織専用線）は各務原線の前身である各務原鉄道の開業よりも先に敷設されており、当地の平面交差は各務原鉄道開業の時点で生じていた。
- 1966年（昭和41年）10月6日：廃止[3]。

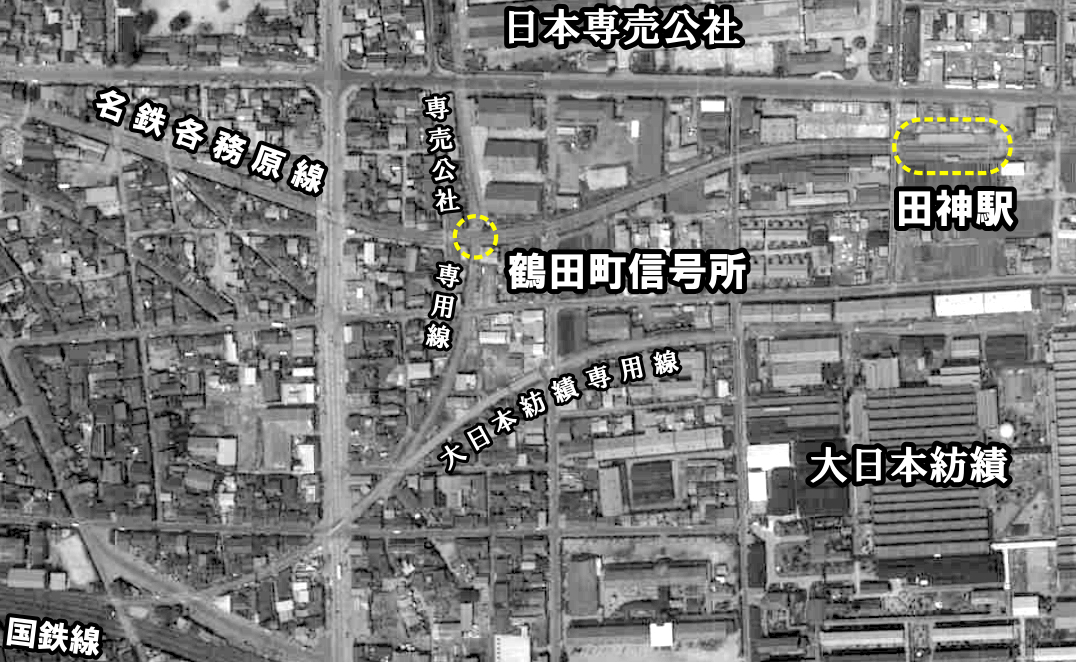
鶴田町信号所とその周辺（1961年） 帰属：国土交通省「国土画像情報（カラー空中写真）」 配布元：国土地理院地図・空中写真閲覧サービス

## 構造
平面交差の北東に信号扱所があった。また、専用線側には脱線転轍器があった。
|                                       | ↑ 専売公社岐阜工場                  |                        |
| ← （名鉄） 新岐阜 方面                | 鶴田町信号所 構内配線略図（1957年） | → （名鉄） 新鵜沼 方面 |
|                                       | ↓ （専用線）岐阜駅                  |                        |
| 凡例 出典:停車場配線略図 昭和32年調査 |                                     |                        |

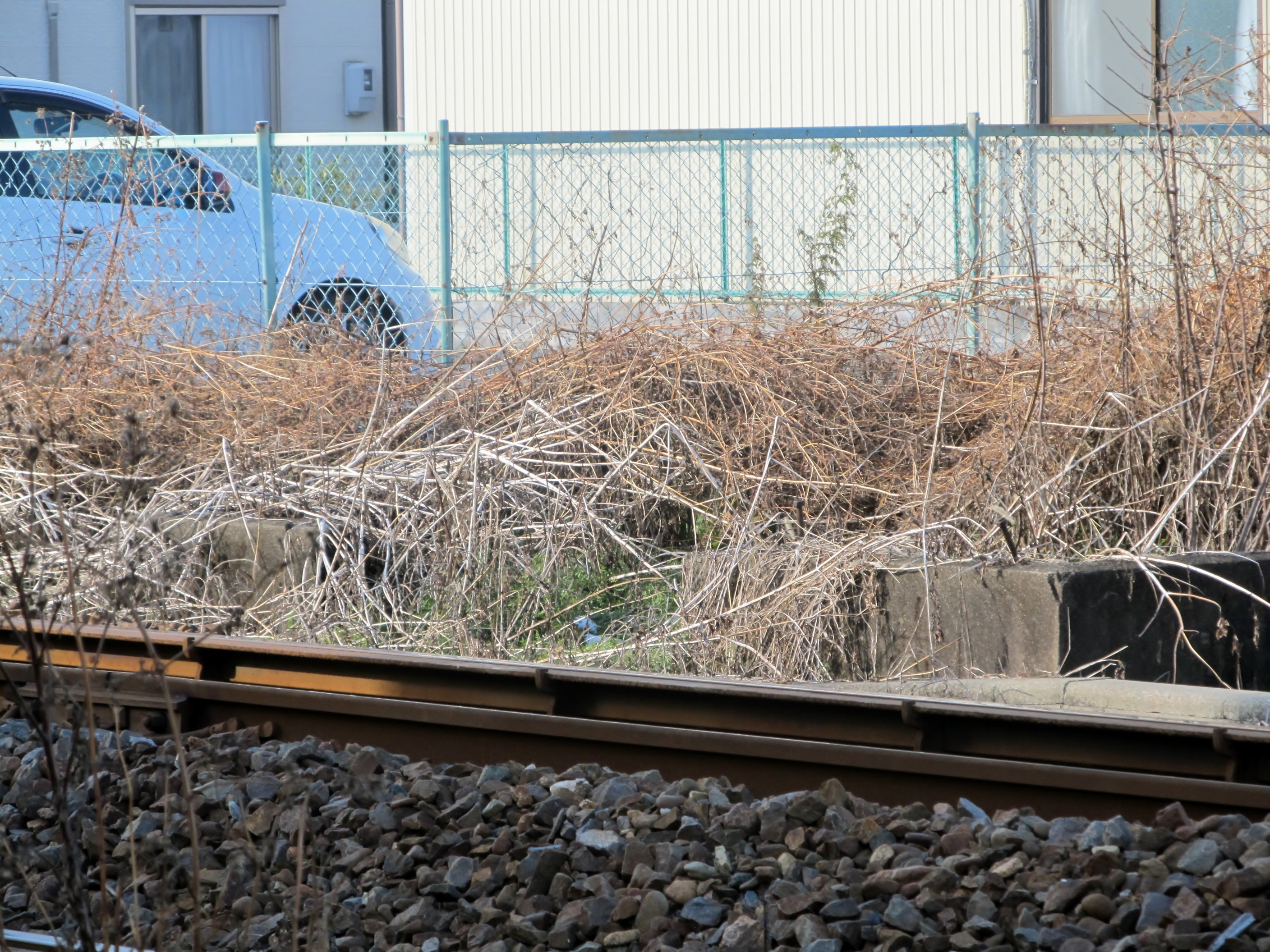
信号扱所の遺構

## 隣の駅
名古屋鉄道
各務原線
新岐阜駅 - （鶴田町信号所） - 田神駅